# Мокрецы (Пасеговское сельское поселение)
Мокрецы — деревня в Кирово-Чепецком районе Кировской области в составе Пасеговского сельского поселения.

## География
Расположена на расстоянии менее 1 км на северо-запад от центра поселения села Пасегово.

## История
Известна с 1671 года как Починок на речке Студенце с 1 двором, в 1764 году 15 жителей, в 1802 году 1 двор. В 1873 году в деревне (Над речкой Студеницей или Мокрецы) дворов 5 и жителей 25, в 1905 здесь (Студенецкой или Мокрецы) 3 и 46, в 1926 (Репинцы) 16 и 87, в 1950 21 и 84, в 1989 нет постоянных жителей.

## Население
Постоянное население составляло 8 человек (русские 100%) в 2002 году, 22 в 2010.